# Schaven

Hout vlakken met japanse trekhandschaaf

Schaven is een verspaningstechniek waarbij materiaal per strook wordt afgenomen met een schaaf, in een snijbeweging.
Materialen, die geschaafd worden, zijn bijvoorbeeld hout of metaal. Echter, ook in het huishouden wordt geschaafd, zoals ijs om schaafijs te maken, of kaas met een kaasschaaf.

## Schaven met een korte slag
Bij het schaven met een korte slag wordt de schaafbeweging uitgevoerd door de schaaf(machine) en ligt het materiaal stil. De maximale schaaflengte is doorgaans niet meer dan een meter. Dit proces wordt toegepast in rechte lijnen, bijvoorbeeld op platen.

## Schaven met een lange slag
Bij het schaven met een lange slag wordt het product onder de schaaf doorgeleid, waardoor een veel langere schaafbeweging mogelijk is. Op die manier kunnen stroken tot ongeveer tien meter lang in een beweging worden afgenomen. Dit proces wordt gebruikt voor lange smalle producten, zoals onderdelen voor een spoorwegwissel.

## Steken
Steken is een vorm van verticaal schaven waarbij de schaaf dwars op het product staat. Dit proces wordt vooral gebruikt voor het bewerken van gaten in een product of de binnenzijde van ringvormige producten.
boren · doorslijpen · draaien · frezen · honen · kotteren · leppen · schaven · schuurbandslijpen · slijpen · superfijnen · trekfrezen · zagen
Gereedschappen: boormachine · draaibank · freesmachine · schaaf